# MVRDV

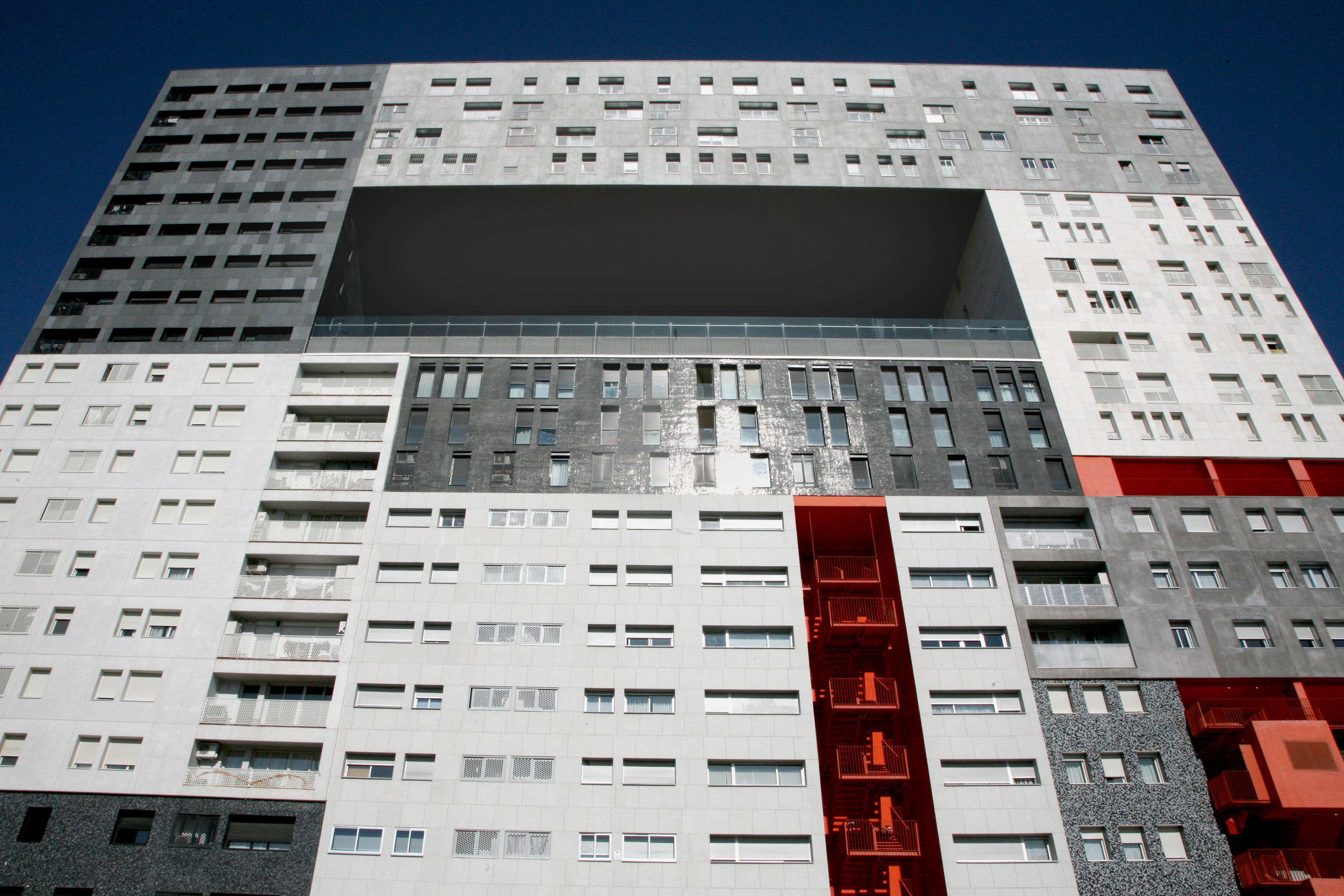
Edifici Mirador, Madrid

MVRDV és una firma d'arquitectura i urbanisme dels Països Baixos fundada el 1993. Les sigles són les inicials dels cognoms dels tres arquitectes fundadors Winy Maas (1959), Jacob van Rijs (1964) i Nathalie de Vries (1965)